# Abdullah Ercan
Abdullah Ercan (Istanboel, 8 december 1971) is een Turks oud-voetballer.  Ercan speelde ook jarenlang bij het nationale team en is een van de recordhouders op het gebied van meeste caps.

## Clubcarrière
Ercan begon met voetballen bij de kleine amateurclub Yeniçarşı uit Istanbul. Hier werd hij ontdekt door de scouts van Trabzonspor, en duurde het niet lang tot de speler bij deze club ging voetballen. Jaren speelde Ercan met succes bij de club en werd zo ook een vaste waarde bij het nationale team. Echter vertrok hij in 1999 op rumoerige wijze met teamgenoot Ogün Temizkanoğlu naar Fenerbahçe. Door deze transfer is Ercan nog altijd gehaat in Trabzon want Fenerbahçe is een grote rivaal.
Na een periode bij Fenerbahçe gespeeld te hebben, tekende Ercan in 2003 voor Galatasaray. Bij CimBom kon hij niet voldoen aan de eisen en verliet de club voor Istanbulspor. Bij de geel-zwarten speelde Ercan nog één jaar en zette in 2006 een punt achter zijn carrière.
1 Erkan ·
2 R. Çetin ·
3 Özalan ·
4 İnceefe ·
5 Kerimoğlu ·
6 Sağlam ·
7 Mandıralı ·
8 Temizkanoğlu ·
9 Şükür ·
10 O. Çetin  ·
11 Çıkırıkçı ·
12 Yiğit ·
13 Zafer ·
14 Sancaklı ·
15 Korkut ·
16 Yalçın ·
17 Ercan ·
18 Erdem ·
19 Kafkas ·
20 Korkmaz ·
21 Göymen ·
22 Reçber ·
Coach: Terim
1 Reçber ·
2 Havutçu ·
3 Temizkanoğlu  ·
4 Akyel ·
5 Özalan ·
6 Erdem ·
7 Buruk ·
8 Kerimoğlu ·
9 Şükür ·
10 Yalçın ·
11 Korkut ·
12 Çatkıç ·
13 Özköylü ·
14 Kaya ·
15 Izzet ·
16 Penbe ·
17 Derelioğlu ·
18 Akman ·
19 Ercan ·
20 Ünsal ·
21 Tuncay ·
22 Davala ·
Coach: Denizli
1 Reçber ·
2 Emre Aşık ·
3 Korkmaz ·
4 Akyel ·
5 Özalan ·
6 Erdem ·
7 Buruk ·
8 Kerimoğlu ·
9 Şükür  ·
10 Baştürk ·
11 Şaş ·
12 Çatkıç ·
13 Izzet ·
14 Havutçu ·
15 Nihat ·
16 Ümit Özat ·
17 Mansız ·
18 Penbe ·
19 Ercan ·
20 Ünsal ·
21 Emre Belözoğlu ·
22 Ümit Davala ·
23 Özgültekin ·
Coach: Güneş